# Sadullo Gulmurodi
Sadullo Gulmurodi (* 1990) ist ein tadschikischer Fußballschiedsrichter. Seit 2017 steht er als dieser auf der FIFA-Schiedsrichterliste.

## Karriere

### Klubmannschaften
Nachdem er das Finale des tadschikischen Superpokals im März 2019 pfiff, kam er ein paar Wochen später auch zu seinem ersten Einsatz im Wettbewerb des AFC Cup. Im April 2022, folgte dann auch sein erster Einsatz bei einem Spiel der AFC Champions League.

### Nationalmannschaften
Nach seiner Aufnahme auf die FIFA-Liste, war sein erster bekannter Einsatz bei einer Partie zwischen A-Nationalmannschaften, ein WM-Qualifikationsspiel zwischen Jordanien und Nepal im Oktober 2019.
Erste Einsätze bei Turnieren erhielt er dann ab März 2023, wo er ein Gruppenspiel der U-20-Asienmeisterschaft 2023 leitete, danach kam noch ein weiteres Gruppenspiel bei der Zentralasienmeisterschaft 2023 sowie dann auch eines bei der Asienmeisterschaft 2024.